# Рамабхадра
Рамабхадра — індійський правитель з династії Гуджара-Пратіхари. Відповідно до джайнських джерел наступником Нагабхати II був Рамабхадра, якого іноді також іменують Рамою чи Рамадевою. Його правління було нетривалим (близько трьох років).